# Мобільний комп'ютер

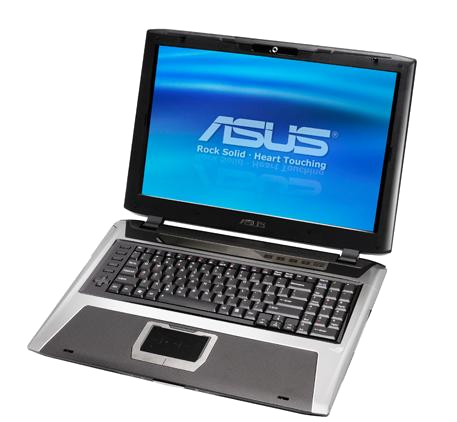
Ноутбук

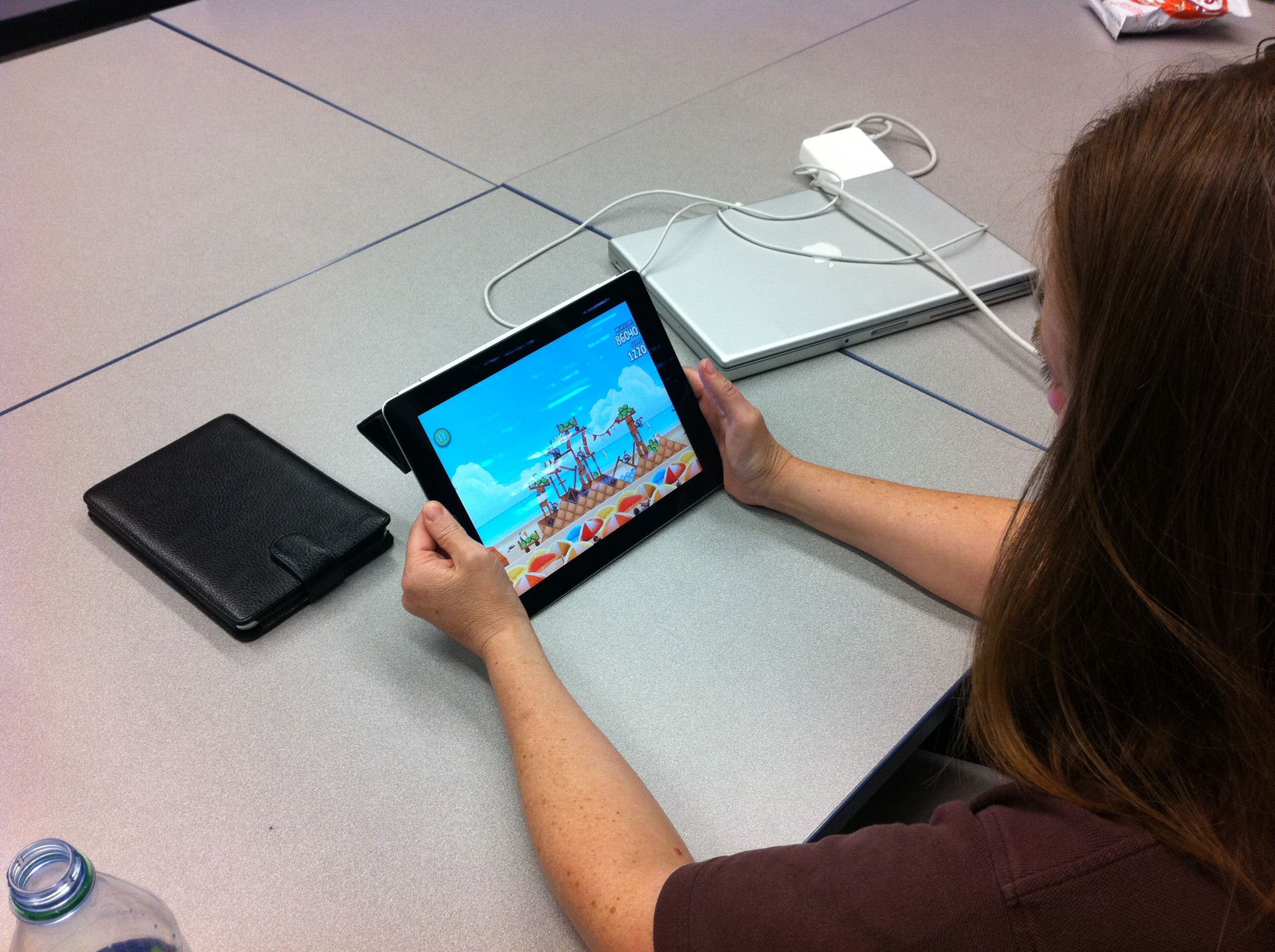
Планшетний комп'ютер

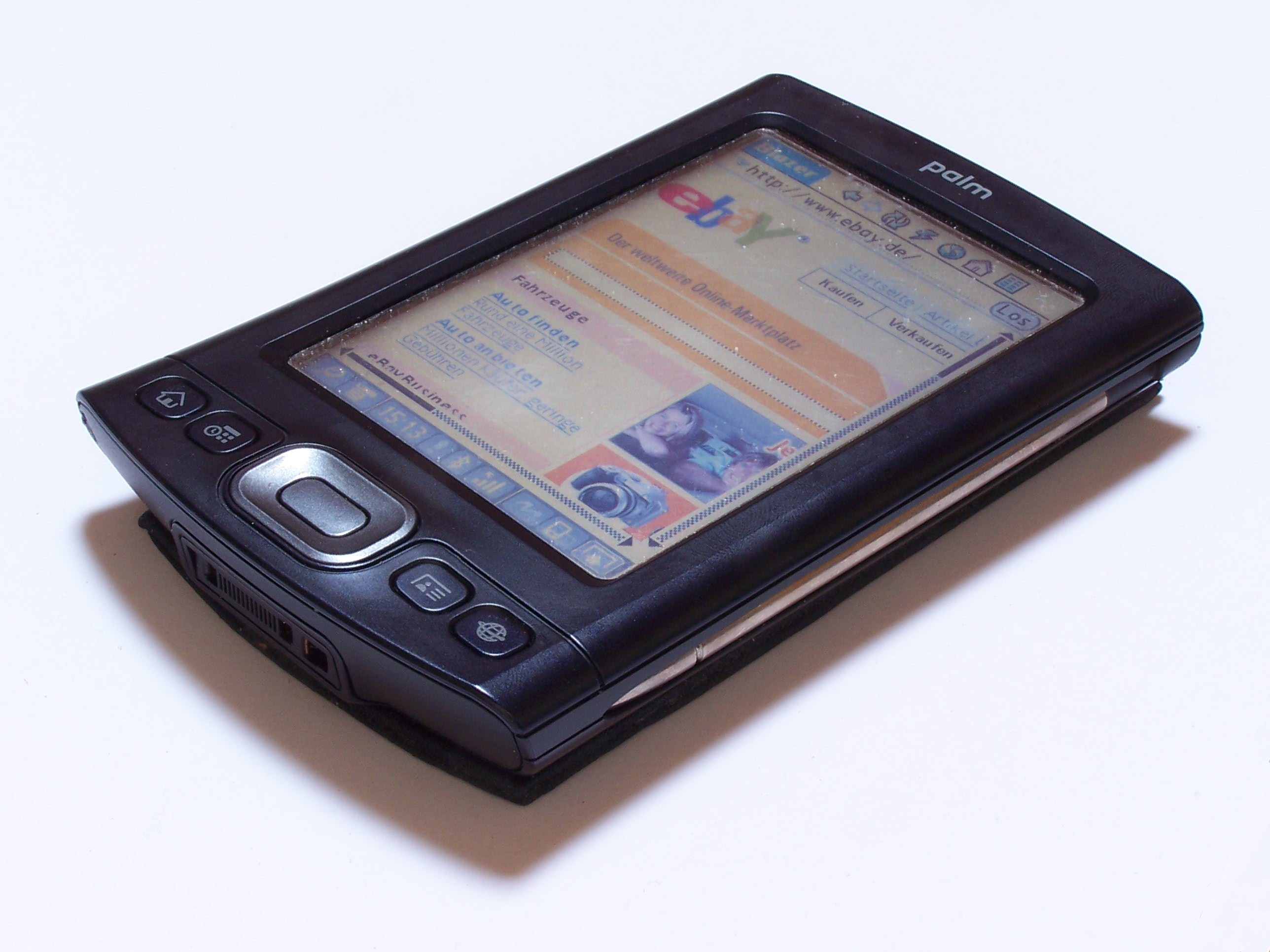
кишеньковий комп'ютер

Мобільний або портативний комп'ютер — персональний комп'ютер, який може бути зручно транспортований одною людиною і здатний бути швидко увімкнений у робочий стан, найчастіше з автономним живленням, з опціональною можливістю бути підключеним до мережі електроживлення.

## Особливості
Мобільні комп'ютери використовуються тими, хто часто міняє місце діяльності або працює просто у дорозі, тому одною з ключових їхніх характеристик є вага. Особливості використання портативних комп'ютерів вимагають застосування
- спеціального апаратного забезпечення (з увагою до розмірів, ваги і енергоспоживання)
- мобільного програмного забезпечення, яке враховує портативний екран, обмежені засоби вводу, і часто обмежені обчислювальні ресурси
- комунікаційні можливості — наприклад, важливою особливістю сучасних портативних комп'ютерів є здатність підключатися до бездротових мереж.

Одною з ключових технологій, що дозволила створювати портативні комп'ютери, стала розробка та впровадження рідкокристалічних дисплеїв, а також похідних сучасних технологій.
Для зберігання інформації сучасні мініатюрні комп'ютери як правило користуються флеш-пам'яттю замість традиційних твердих дисків — вона компактніша, легша і стійкіша до механічних впливів.
Для спеціальних потреб розроблені моделі ударо- і вібростійких комп'ютерів та їхніх компонентів, використовуються броньовані водо- і пилонепроникні корпуси з амортизаторами.

## Класифікація

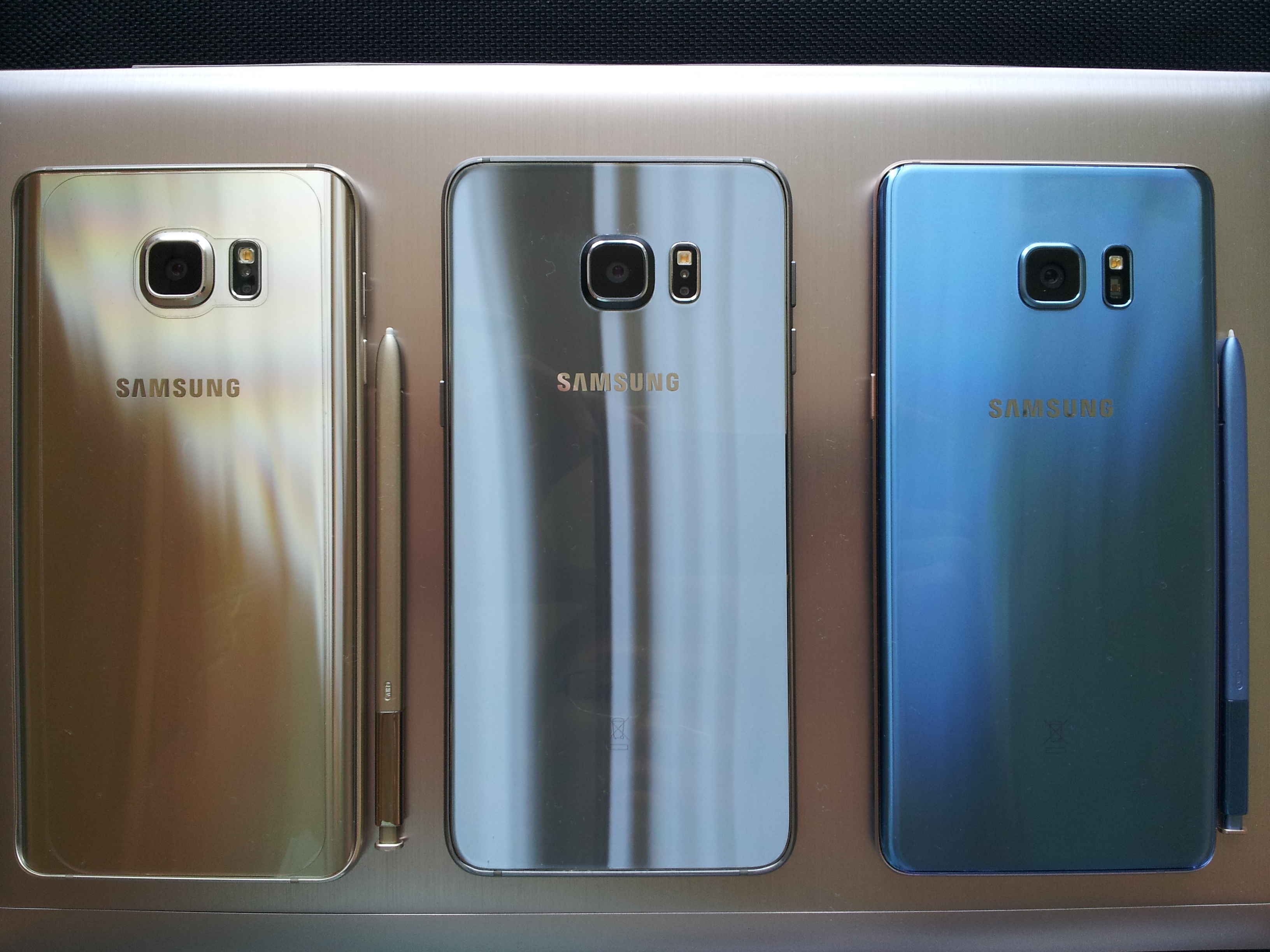
Смартфон

Мобільні комп'ютери включають кілька класів комп'ютерів, перелік яких розширюється з часом і розвитком інформаційної техніки. Звичайно сюди включають:
- Ноутбук або лептоп (буквально — робота на колінах) — повнофункціональний комп'ютер, в корпусі якого об'єднані дисплей (звичайно від 13 до 17 дюймів у діагоналі), клавіатура і вказівний пристрій.
- Нетбук — маленький ноутбук (діагональ екрана 7-10 дюймів), призначений для роботи в інтернеті. Одним з різновідів нетбуку є Планшетний нетбук, який оснащений сенсорним екраном заість звичайного.
- Ультрабук — тонкий і легкий ноутбук, що має меньші габарити і вагу у порівнянні зі звичайним, має більш просту (зазвичай одноплатну) конструкціє. Торговая марка «Ultrabook» належить компанії «Intel».
- Неттоп(міні ПК) — невеликий по розміру настільний комп'ютер. Можна вважати мобільним комп'ютером лише у деякій мірі (при наявності поряд зовнішніх моніторів).
- Мобільний інтернет-пристрій чи ручний комп'ютер — мініатюрний ноутбук з розміром екрана 4-6 дюймів, на якому можна працювати, тримаючи в одній руці.
- Планшетний комп'ютер — комп'ютер без окремої клавіатури.
- Кишеньковий комп'ютер (КПК), нині практично витіснений смартфонами.
- Смартфон — мобільный телефон, співставимий по функционалу з КПК.
- Портативна гральна консоль (PS Vita, Nintendo 3DS та ін.).
- Електронна книга.
- Натільний комп'ютер(гаджет) — мініатюрний електронний пристрій, який носять на тілі або на одязі.

Цей перелік не вичерпний з кількох причин.
По перше існують класи комп'ютерів «на межі»: наприклад дескноут, який за формою виглядає як типовий ноутбук, але не має автономного живлення — це переносний, а не мобільний комп'ютер.
По друге, виробники вводять (часто з маркетингових міркувань) проміжні або нішеві класи портативних комп'ютерів, наприклад, смартбук, ультрабук тощо.